# Luis Milla Aspas
Luis Milla Aspas (* 12. března 1966, Teruel, Španělsko) je bývalý španělský fotbalový záložník a reprezentant, později fotbalový trenér.

## Klubová kariéra
Luis Milla hrál ve své kariéře za španělské týmy FC Barcelona, Real Madrid a Valencia CF. Se všemi získal domácí trofeje, s Barcelonou vyhrál i Pohár vítězů pohárů 1988/89.

## Reprezentační kariéra
V A-mužstvu Španělska přezdívaném La Furia Roja debutoval 15. 9. 1989 v Seville v kvalifikačním zápase proti týmu Maďarska (výhra 4:0).Celkem odehrál v letech 1989–1990 za španělský národní tým 3 zápasy, branku nevstřelil.

## Trenérská kariéra
Na začátku trenérské dráhy vedl UD Puçol a poté působil jako asistent trenéra v Getafe CF.

Poté vedl španělské mládežnické reprezentace U19, U20, U21 a U23.
S týmem do 21 let vyhrál roku 2011 Mistrovství Evropy U21 v Dánsku, kde Španělé zvítězili ve finále nad Švýcarskem 2:0. 

V létě 2012 vedl španělský výběr do 23 let na Letních olympijských hrách 2012 v Londýně. Španělsko (které mělo na soupisce i hráče z A-mužstva) zde bylo po vítězství na EURU 2012 největším favoritem, ale po dvou prohrách 0:1 (s Japonskem a Hondurasem) a jedné remíze s Marokem (0:0) vypadlo překvapivě již v základní skupině D. Po tomto neúspěchu byl Milla odvolán.
V únoru 2013 se stal hlavním koučem klubu Al Jazira Club ze Spojených arabských emirátů.